# Karim El Mourabet
Karim El Mourabet (tiếng Ả Rập: كريم المرابت) (sinh ngày 30 tháng 4 năm 1987 ở Orléans) là một hậu vệ bóng đá người Pháp gốc Maroc. Hiện tại anh thi đấu cho FUS de Rabat.
El Mourabet ra mắt cho U-21 Pháp trước U-21 Thụy Điển, ngày 14 tháng 11 năm 2006. Anh được triệu tập vào Đội tuyển bóng đá quốc gia Maroc năm 2007 thi đấu trước Ghana.